# Оксид железа(II,III)
Окси́д желе́за(II,III) — за́кись-о́кись железа, желе́зная ока́лина — неорганическое соединение, двойной оксид металла железа с формулой {\displaystyle {\ce {Fe3O4}}} или {\displaystyle {\ce {FeO.Fe2O3}}}, чёрные кристаллы, не растворимые в воде, существует кристаллогидрат.
Образуется на поверхности стальных и железных предметов в виде слоя чёрной окалины при их накаливании на воздухе.

## Нахождение в природе
В природе встречаются большие залежи минерала магнетита (магнитного железняка) — {\displaystyle {\ce {Fe3O4}}} с различными примесями.
В виде нанокристаллов (размером 42—45 нм) магнетит обнаружен в чувствительных к магнитному полю бактериях и ткани клюва почтовых голубей.

## Получение
Может быть получен добавлением щёлочи к смешанному раствору солей железа(II) и железа(III):
{\displaystyle {\ce {FeCl2 + 2FeCl3 + 8NaOH -> Fe3O4 + 8NaCl + 4H2O}}}.
Сжигание порошкообразного железа на воздухе:
{\displaystyle {\ce {3 Fe + 2 O2 ->[150-600\ ^{{\ce {o}}}{\ce {C}}] Fe3O4}}}.
Действие перегретого пара на железо:
{\displaystyle {\ce {3 Fe + 4 H2O ->[800\ ^{{\ce {o}}}{\ce {C}}] Fe3O4 + 4 H2}}}.
Осторожное восстановление оксида железа(III) водородом:
{\displaystyle {\ce {3 Fe2O3 + H2 ->[400\ ^{{\ce {o}}}{\ce {C}}] 2 Fe3O4 + H2O}}}.
Восстановление оксидом углерода(II):
{\displaystyle {\ce {CO + 3 Fe2O3 -> 2 Fe3O4 + CO2}}}.

## Физические свойства
Оксид железа(II,III) при комнатной температуре образует чёрные кристаллы кубической сингонии, пространственная группа F d3m, параметры ячейки a = 0,8393 нм, Z = 8 (структура обращённой шпинели). При 627 °С α-форма переходит в β-форму. При температуре ниже 120—125 К устойчива моноклинная форма.
Ферримагнетик с точкой Кюри 858 К (572 °С).
Обладает некоторой электрической проводимостью. Электропроводность низкая. Полупроводник.
Истинная удельная электропроводность монокристаллического магнетита максимальна при комнатной температуре (250 Ом−1·см−1), она быстро снижается при понижении температуры, достигая значения около 50 Ом−1·см−1 при температуре перехода Вервея (фазового перехода от кубической к низкотемпературной моноклинной структуре, существующей ниже TV = 120—135 К). Электропроводность моноклинного низкотемпературного магнетита на 2 порядка ниже, чем кубического (~1 Ом−1·см−1 при TV); она, как и у любого типичного полупроводника, очень быстро уменьшается с понижением температуры, достигая нескольких единиц ×10−6 Ом−1·см−1 при 50 К. При этом моноклинный магнетит, в отличие от кубического, проявляет существенную анизотропию электропроводности — проводимость вдоль главных осей может отличаться более чем в 10 раз. При 5,3 К электропроводность достигает минимума ~10−15 Ом−1·см−1 и растёт при дальнейшем понижении температуры. При температуре выше комнатной электропроводность медленно уменьшается до ≈180 Ом−1·см−1 при 780—800 К, а затем очень медленно растёт вплоть до температуры разложения.
Измеренная величина электропроводности поликристаллического магнетита в зависимости от наличия трещин и их ориентации может различаться в сотни раз.
Образует кристаллогидрат состава {\displaystyle {\ce {Fe3O4.2H2O}}}.

## Химические свойства
Разлагается при нагревании:
{\displaystyle {\ce {2 Fe3O4 ->[1538\ ^{{\ce {o}}}{\ce {C}}] 6 FeO\ + O2}}}.
Реагирует с разбавленными кислотами:
{\displaystyle {\ce {Fe3O4 + 8 HCl -> FeCl2 + 2 FeCl3 + 4 H2O}}}.
Реагирует с концентрированными окисляющими кислотами:
{\displaystyle {\ce {Fe3O4 + 10 HNO3 -> 3 Fe(NO3)3 + NO2 ^ + 5 H2O}}}.
Реагирует с щелочами при сплавлении:
{\displaystyle {\ce {Fe3O4 + 14 NaOH ->[400-500 ^{{\ce {o}}}{\ce {C}}] Na4FeO3 + 2 Na5FeO4 + 7 H2O}}}.
Окисляется кислородом воздуха:
{\displaystyle {\ce {4 Fe3O4 + O2 ->[450-600\ ^{{\ce {o}}}{\ce {C}}] 6 Fe2O3}}}.
Восстанавливается водородом,углём и монооксидом углерода:
{\displaystyle {\ce {Fe3O4 + 4 H2 ->[1000\ ^{{\ce {o}}}{\ce {C}}] 3 Fe + 4 H2O ^}}},
{\displaystyle {\ce {Fe3O4\ + 4 CO ->[700\ ^{{\ce {o}}}{\ce {C}}]3Fe + 4 CO2 ^}}},
{\displaystyle {\ce {Fe3O4 + 4C ->[1110\ ^{{\ce {o}}}{\ce {C}}]3Fe + 4CO ^}}}.
Конпропорционирует при спекании с металлическим железом:
{\displaystyle {\ce {Fe3O4 + Fe ->[900-1000\ ^{{\ce {o}}}{\ce {C}}] 4 FeO}}}.
Алюминотермическая реакция при нагревании смеси порошков оксида железа(III) и алюминия:
{\displaystyle {\ce {2Al + Fe2O3 -> Al2O3 + 2Fe}}}.

## Применение
- Для изготовления специальных электродов.
- В качестве чёрного пигмента[6].
- В составе термитных смесей[7].
- Нанокристаллы используются в качестве контрастирующего вещества в медицинской диагностике с помощью магнитно-резонансной томографии[8].
- В пищевой промышленности используются в качестве пищевого красителя (E172).